# Парламентские выборы в Израиле (1988)
Парламентские выборы в Израиле 1988 года состоялись 1 ноября и стали двенадцатыми в истории Израиля. На них были избраны 120 членов Двенадцатого Кнессета. Явка избирателей составила 79,7 %. Победу одержала правоцентристская партия Ликуд во главе с действующим премьер-министром Ицхаком Шамиром, вновь став крупнейшей партией в Кнессете.

## Предыстория
В одиннадцатом Кнессете также были представлены две противоречивые партии: «Ках» и Прогрессивный список за мир. «Ках» был крайне правой партией, выступавшей за изгнание большинства израильских арабов,  сумев в 1984 году преодолеть избирательный барьер. В конечном итоге партия была запрещена после принятия закона, запрещающего партии, разжигающие расизм. Попытки помешать партии «Ках» участвовать в следующих выборах затронули и Прогрессивный список за мир, поскольку добавление статьи 7а к Основному закону о Кнессете («Недопущение участия списков кандидатов») включало запрет партий, отрицающих существование Израиля как еврейского государства:
На этом основании Центральная избирательная комиссия первоначально запретила Прогрессивному списку за мир участвовать в выборах 1988 года, утверждая, что её политика способствует ликвидации Израиля как еврейского государства. Однако в конечном итоге это решение было отменено Верховным судом, и партия смогла принять участие в выборах, получив одно место. Тем не менее, закон не был отменён, Верховный суд лишь постановил, что невозможно определить, «является ли истинной, центральной и активной целью [партии] ликвидация Государства Израиль как государства еврейского народа».
В период полномочий одиннадцатого Кнессета восемь депутатов покинули Маарах: пять, чтобы воссоздать партию МАПАМ (один из которых, Мухаммед Ваттад, позже перешёл в Хадаш), Абдулвахаб Даравше, чтобы основать Демократическую арабскую партию, Йоси Сарид перешёл в партию Рац, а Ицхак Арци — в партию Шинуй. В свою очередь фракция Маарах пополнилась тремя депутатами после слияния с «Яхад».
Партии Омэц и Тами объединились с Ликудом. Мордехай Виршубский перешёл из партии Шинуй в Рац. Рафаэль Эйтан отделился от Тхии и основал партию Цомет. Хаим Друкман перешёл из партии Мораша в Национальную религиозную партию. Шимон Бен-Шломо вышел из ШАС, чтобы баллотироваться как независимый кандидат.

## Результаты
Электоральный барьер — 22 831 голоса (1 %). Голоса на мандат — 18 563.
|                                                                                 |                                                  |                                   |           |        |         |       |       |  |
| Партия                                                                          | Партия                                           | Лидер                             | Голоса    | Голоса | Голоса  | Места | Места |  |
| Партия                                                                          | Партия                                           | Лидер                             | Голоса    | %      | ± п. п. | Места | ±     |  |
|                                                                                 | Ликуд                                            | Ицхак Шамир                       | 709 305   | 31,07  | ▼ 0,83  | 40    | ▼ 1   |  |
|                                                                                 | Маарах                                           | Шимон Перес                       | 685 363   | 30,02  | ▼ 4,90  | 39    | ▼ 5   |  |
|                                                                                 | ШАС                                              | Ицхак Перец                       | 107 709   | 4,72   | ▲ 1,65  | 6     | ▲ 4   |  |
|                                                                                 | Агудат Исраэль                                   | Моше Зеэв Фельдман                | 102 714   | 4,50   | ▲ 2,76  | 5     | ▲ 3   |  |
|                                                                                 | Движение за права гражданина и мир (РАЦ)         | Шуламит Алони                     | 97 513    | 4,27   | ▲ 1,87  | 5     | ▲ 2   |  |
|                                                                                 | Национальная религиозная партия (НРП)            | Авнер-Хай Шаки                    | 89 720    | 3,93   | ▼ 0,38  | 5     | ▲ 1   |  |
|                                                                                 | Демократический фронт за мир и равенство (Хадаш) | Меир Вильнер                      | 84 032    | 3,68   | ▲ 0,31  | 4     | ▬     |  |
|                                                                                 | Тхия                                             | Юваль Неэман                      | 70 730    | 3,10   | новая   | 3     | новая |  |
|                                                                                 | МАПАМ                                            | Яир Цабан                         | 56 345    | 2,47   | новая   | 3     | новая |  |
|                                                                                 | Цомет                                            | Рафаэль Эйтан                     | 45 489    | 1,99   | новая   | 2     | новая |  |
|                                                                                 | Моледет                                          | Рехаваам Зеэви                    | 44 174    | 1,93   | новая   | 2     | новая |  |
|                                                                                 | Шинуй                                            | Амнон Рубинштейн                  | 39 538    | 1,73   | ▼ 0,91  | 2     | ▼ 1   |  |
|                                                                                 | Дегель ха-Тора                                   | Авраам Равиц                      | 34 279    | 1,50   | новая   | 2     | новая |  |
|                                                                                 | Прогрессивный список за мир                      | Мохаммед Миари                    | 33 695    | 1,48   | ▼ 0,35  | 1     | ▼ 1   |  |
|                                                                                 | Демократическая арабская партия                  | Абдулвахаб Даравше                | 27 012    | 1,18   | новая   | 1     | новая |  |
|                                                                                 | Партия пенсионеров                               | Абба Геффен                       | 16 674    | 0,73   | новая   | 0     | ▬     |  |
|                                                                                 | Меймад                                           | Йехуда Амиталь                    | 15 783    | 0,69   | новая   | 0     | ▬     |  |
|                                                                                 | Дерех Арец                                       |                                   | 4 253     | 0,19   | новый   | 0     | ▬     |  |
|                                                                                 | Движение Ор                                      |                                   | 4 182     | 0,18   | новая   | 0     | ▬     |  |
|                                                                                 | Движение за социальную справедливость            | Рафаэль Свиса                     | 3 222     | 0,14   | новая   | 0     | ▬     |  |
|                                                                                 | Ишай — Колена Израилевы вместе                   | Шимон Бен-Шломо                   | 2 947     | 0,13   | новая   | 0     | ▬     |  |
|                                                                                 | Движение за мошавим                              | Ра'анан Наим                      | 2 838     | 0,12   | новая   | 0     | ▬     |  |
|                                                                                 | Таршиш                                           | Моше Двек                         | 1 654     | 0,07   | новая   | 0     | ▬     |  |
|                                                                                 | Молчаливая сила                                  |                                   | 1 579     | 0,07   | новая   | 0     | ▬     |  |
|                                                                                 | Движение демобилизованных солдат                 |                                   | 1 018     | 0,04   | новая   | 0     | ▬     |  |
|                                                                                 | Ассоциация йеменцев в Израиле                    |                                   | 909       | 0,04   | новая   | 0     | ▬     |  |
|                                                                                 | Амха                                             | Виктор Таяр                       | 446       | 0,02   | ▼ 0,02  | 0     | ▬     |  |
|                                                                                 |                                                  |                                   |           |        |         |       |       |  |
|                                                                                 | Действительные голоса                            | Действительные голоса             | 2 283 123 | 99,03  | ▼ 0,11  |       |       |  |
|                                                                                 | Недействительные голоса                          | Недействительные голоса           | 22 444    | 0,97   | ▼ 0,11  |       |       |  |
|                                                                                 | Всего                                            | Всего                             | 2 305 567 | 100    |         | 120   | ▬     |  |
|                                                                                 | Избирателей зарегистрировано/Явка                | Избирателей зарегистрировано/Явка | 2 894 267 | 79,66  | ▲ 0,88  |       |       |  |
| Источник: Официальный сайт Кнессета, Israel Democracy Institute и Nohlen et al. |                                                  |                                   |           |        |         |       |       |  |

## После выборов
Спикером Кнессета стал депутат от партии Ликуд Дов Шилянский.
22 декабря 1988 года Ицхак Шамир из правоцентристской партии Ликуд сформировал двадцать третье правительство Израиля, в которое помимо Ликуда вошли Национальная религиозная партия, ШАС, Агудат Исраэль и Дегель ха-Тора.
В 1990 году Шимон Перес из левоцентристской партии Маарах попытался сформировать правительство, состоящее из левых и ультраортодоксальных партий, что получило известность как «грязный трюк», но не получил поддержки от ультраортодоксов. В конечном итоге 11 июня 1990 года Шамир сформировал двадцать четвёртое правительство Израиля, в которое вошли Ликуд, Национальная религиозная партия, ШАС, Агудат Исраэль, Дегель ха-Тора, Новая либеральная партия, Тхия, Цомет, Моледет, «Единство ради мира и иммиграци» и Геулат Исраэль. Партии Техия, Цомет и Моледет покинули коалицию в конце 1991 — начале 1992 года в знак протеста против участия Шамира в Мадридской конференции.
В течение срока полномочий Кнессета произошло несколько дезертирств: пять членов «Ликуда» покинули коалицию, чтобы сформировать Партию продвижения сионистской идеи. После того, как двое из них вернулись, организация была переименована в Новую либеральную партию. Ицхак Перец покинул ШАС и основал партию «Мория». Элиэзер Мизрахи покинул Агудат Исраэль и основал партию Геулат Исраэль. Эфраим Гур покинул Мааарах и основал партию «Единство за мир и иммиграцию», которая позже объединилась с Ликудом. «РАЦ», МАПАМ и Шинуй объединились в «Мерец», а «Чёрные пантеры» отделились от Хадаш.
В Кнессете двенадцатого созыва ультраортодоксальные религиозные партии стали значимой силой в израильской политике и ключевым «колеблющимся» элементом, который мог определить, какая из двух крупных светских партий (Ликуд и Маарах) сформирует коалиционное правительство.